# Diuris basaltica
Diuris basaltica är en orkidéart som beskrevs av David Lloyd Jones. Diuris basaltica ingår i släktet Diuris och familjen orkidéer.
Artens utbredningsområde är Victoria i Australien. Inga underarter finns listade i Catalogue of Life.

## Bildgalleri

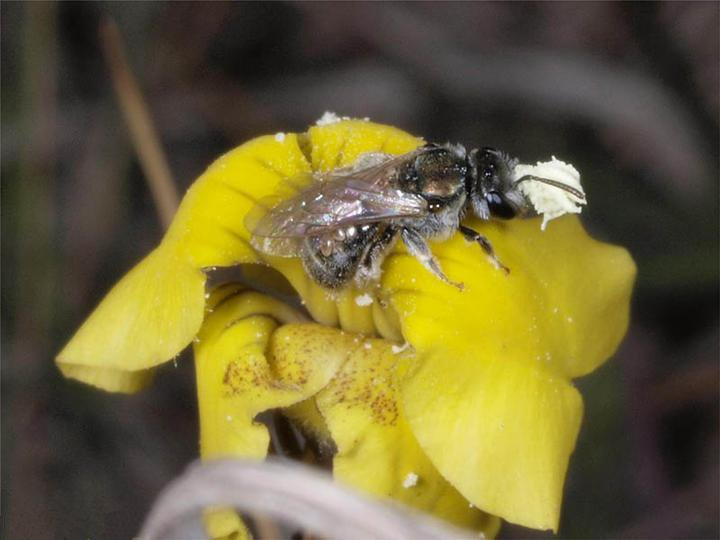